# Alfred Hayes
Alfred Hayes (Londra, 18 aprile 1911 – Sherman Oaks, 14 agosto 1985) è stato uno sceneggiatore, scrittore e poeta britannico che ha lavorato principalmente in Italia e Stati Uniti d'America.

## Biografia
Nato nel quartiere londinese di Whitechapel da famiglia ebrea, si trasferì all'età di tre anni negli Stati Uniti d'America; dopo gli studi a New York, lavorò brevemente come reporter per un giornale prima di iniziare a scrivere sceneggiature e poesie negli anni trenta.
Durante la seconda guerra mondiale servì in Europa nel settore "ricreativo" dell'Esercito Americano.
In seguito si trasferì in Italia, dove iniziò a collaborare con vari registi del neorealismo.
Come coautore di Paisà (1946) di Roberto Rossellini ottenne la candidatura al Premio Oscar, ricevendone successivamente un'altra per Teresa (1951) di Fred Zinnemann. Coautore (non accreditato) di Ladri di biciclette di Vittorio De Sica, ne curò anche i sottotitoli in inglese.
Per il cinema americano lavorò, fra l'altro, alla sceneggiatura de Il temerario (1952) di Nicholas Ray, con Robert Mitchum e Susan Hayward, oltre all'adattamento cinematografico del musical Lost in the Stars di Maxwell Anderson e Kurt Weill nel 1974.
Adattò il suo romanzo La ragazza della Via Flaminia per il cinema. Il film venne poi realizzato in francese dal regista Anatole Litvak, con il titolo Atto d'amore (1953).
Per la TV americana lavorò nelle serie Alfred Hitchcock presenta, Ai confini della realtà, Nero Wolfe e Mannix.
Inoltre è conosciuto per essere l'autore della poesia I Dreamed I Saw Joe Hill Last Night, poi messa in musica da Earl Robinson e suonata anche, fra gli altri, da Joan Baez a Woodstock.